# Eve-Olution
Eve-Olution è il terzo album della rapper statunitense Eve. Alla sua uscita il disco ha conquistato la sesta posizione della classifica Billboard 200 ma nonostante ciò l'andamento delle vendite (630 000 copie) non ha soddisfatto le aspettative della casa discografica.

## Tracce
1. Intro
2. What! (con Truth Hurts)
3. Gangsta Lovin' (con Alicia Keys)
4. Irresistible Chick
5. Party In The Rain (con Mashonda)
6. Argument (Skit)
7. Let This Go
8. Hey Y'All (con Snoop Dogg e Nate Dogg)
9. Figure You Out
10. Stop Hatin' (Skit)
11. Satisfaction
12. Neckbones
13. Double R What (con Jadakiss e Styles P)
14. Ryde Away
15. As I Grow
16. Eve-Olution
17. Let Me Blow Ya Mind (con Gwen Stefani) (Bonus Track UK e Brasile)
18. U,Me & She (Bonus Track UK)

## Singoli
- Gangsta Lovin'
- Satisfaction